# Levanna Centrale
La Levanna Centrale (3.619 m s.l.m.) è la vetta più alta del gruppo delle Levanne. Si trova sul confine tra l'Italia e la Francia.

## Caratteristiche
La montagna si trova tra la Levanna Occidentale e la Levanna Orientale.

## Salita alla vetta
La montagna fu salita per la prima volta il 17 agosto 1875 da A. Gramaglia e L. Vaccarone.
Si può salire sulla vetta dal versante francese partendo dalla località L'Ecot di Bonneval-sur-Arc.